# Reprezentacja Litwy na Mistrzostwach Europy w Wioślarstwie 2008
Reprezentacja Litwy na Mistrzostwach Europy w Wioślarstwie 2008 liczyła 7 sportowców. Najlepszym wynikiem było 5. miejsce w dwójce bez sternika kobiet.

## Medale

### Złote medale
Brak

### Srebrne medale
Brak

### Brązowe medale
Brak

## Wyniki

### Konkurencje mężczyzn
- jedynka (M1x): Mindaugas Griškonis – 12. miejsce
- dwójka podwójna (M2x): Gytis Ruzgys, Mykolas Masilionis – 10. miejsce

### Konkurencje kobiet
- dwójka bez sternika (W2-): Gabrielė Albertavičiūtė, Vaida Arbočiūtė – 5. miejsce
- dwójka podwójna (W2x): Donata Vištartaitė, Lina Šaltytė – 8. miejsce
- czwórka podwójna (W4x): Donata Vištartaitė, Lina Šaltytė, Gabrielė Albertavičiūtė, Vaida Arbočiūtė – 6. miejsce